# Polonización
La polonización (en polaco: polonizacja) es la adquisición o imposición de elementos de la cultura de Polonia, en particular, el idioma polaco, a poblaciones no polacas en territorios controlados por Polonia o bajo su influencia.

## Historia de la polonización

### Siglos XII a XIV
Entre el siglo XII y el siglo XIV muchas ciudades de Polonia adoptaron el llamado Derecho de Magdeburgo que promovía el desarrollo de las ciudades y gremios. Los derechos eran otorgados normalmente otorgados por el rey con la ocasión de la llegada de inmigrantes. Algunos de ellos, integrados en una comunidad mayor, como los mercaderes que se asentaron allí, especialmente griegos y armenios. Adoptaron muchos de los aspectos de la cultura polaca pero conservaron su fe ortodoxa. Desde la Edad Media, la cultura polaca, influenciada por el oeste, irradiaba hacia el este, empezando un largo y complejo procesos de asimilación cultural.

### Mancomunidad de Polonia-Lituania (1569-1795)

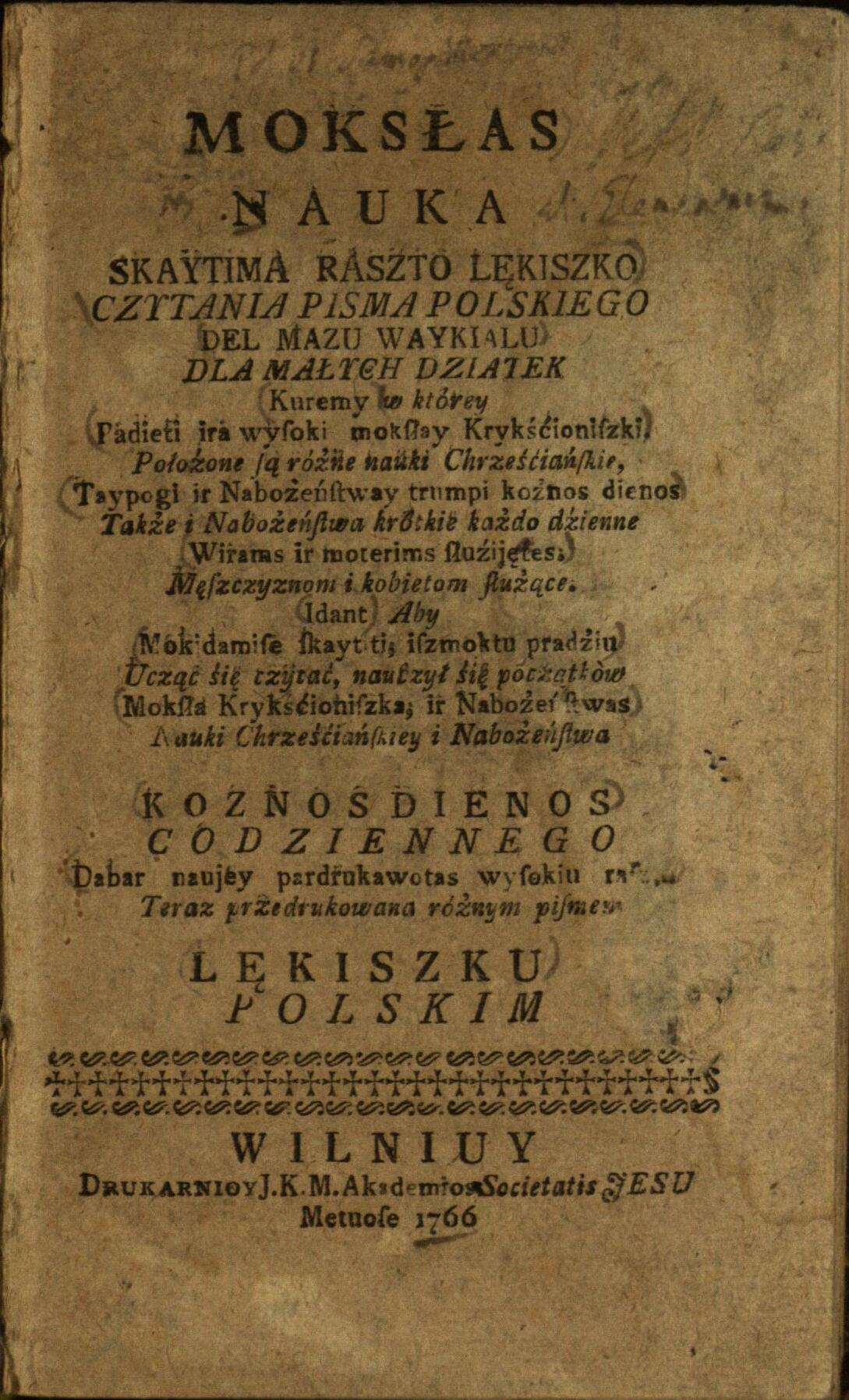
Manual básico en polaco (en idioma lituano), dedicado a los lituanos étnicos, Vilna, 1766

En la Mancomunidad de Polonia-Lituania, los grupos étnicos no polacos, especialmente los rutenos y lituanos, se encontraron bajo la fuerte presión de la cultura polaca.
El gobierno polaco del territorio empezó en la Unión de Lublin de 1569, cuando muchos de los territorios que formaban parte del "rutenizado" Gran Ducado de Lituania fueron transferidos a la Corona polaca, mientras en realidad siguieron hasta el siglo XIX como campesinos en régimen de servidumbre y dejaron grandes terrenos en los Imperios Ruso y Austrohúngaro bajo el control de magnates polacos o polonizados, virtualmente indistinguibles.
En el clima de la colonización de las tierras rutenas por la nobleza polaca o polonizada, la persecución e incluso una tentativa de prohibición
de la Iglesia Ortodoxa en los territorios controlados por los polacos después del infructuoso intento de convertir al campesinado ruteno al catolicismo, las presiones y atracciones de la polonización sobre la nobleza de Rutenia y la élite cultural, resultó en un casi completo abandono de la cultura rutena, tradiciones y de la Iglesia Ortodoxa por parte de la clase alta de Rutenia.
Al Gran Duque de Lituania Jogaila le ofrecieron la corona polaca y se convirtió en Vladislao II de Polonia (reinó de 1386 a 1434). Esto marcó el comienzo de la polonización gradual de la nobleza lituana. Construyó muchas iglesias católicas en tierras lituanas paganas y las proveyó con tierras, les presentó a los católicos tierras y posiciones, colonizó las ciudades y pueblos y les otorgó los Derechos de Magdeburgo que consistían en varias permisiones. Estos derechos se le daban a los asentamientos dominados por los polacos o alemanes pero no a los asentamientos rutenos, a quienes se les cargaban todos los impuestos. Los nobles rutenos también se vieron liberados del pago de algunos impuestos y sus derechos se igualaron con los de la nobleza polaca pero solo cuando se convirtieran al catolicismo. Entonces serían provistos con compensaciones por las obligaciones militares, mientras que los que hubieran permanecido ortodoxos no recibían ninguno. Como consecuencia, la completa totalidad de a población de Rutenia se vio dividida entre los privilegiados y los que no lo eran, y estos últimos fueron los ortodoxos de Rutenia.
Bajo el sucesor de Jogaila, Vladislao III de Varna (reinó de 1434-1444), los esfuerzos para la polonización que se habían llevado a cabo más por la fuerza que por otros medios, alcanzaron un cierto grado de sutileza. Ladislao III introdujo algunas reformas más liberales. Incrementó los privilegios de todos los nobles rutenos, independientemente de su religión, y en 1443 firmó una bula que ponía al mismo nivel a la Iglesia ortodoxa y a la Iglesia católica, suavizando sus relaciones con el clero ortodoxo. Estas políticas continuaron bajo el siguiente rey Casimiro IV Jagellón. La expansión de la influencia cultural polaca continuó entre los nobles rutenos casa vez más atraídos por el glamour de la cultura occidental y el sistema político polaco en el que los magnates se convertían en gobernadores sin restricciones de las tierras y siervos de sus vastas fincas.
Algunos magnates rutenos como Sanguszko, Wiśniowiecki y Kisiel, resistieron la polonización cultural durante varias generaciones, siendo la familia Ostrogski uno de los más notables ejemplos. Permaneciendo generalmente leales al estado polaco, los magnates, como los Ostrogski, se quedaron con la religión de sus antepasados, y apoyaron a la Iglesia Ortodoxa generosamente abriendo escuelas, imprimiendo libros en lengua rutena (los primeros cuatro libros impresos en alfabeto cirílico en el mundo se publicaron en Cracovia en 1491), y contribuyendo generosamente a la construcción de iglesias ortodoxas. De todos modos, su resistencia fue gradualmente menguando con cada generación según la élite rutena iba abrazando cada vez más el idioma polaco y el catolicismo.
Así, con la mayor parte de su sistema educacional polonizado y con la mayoría de la inversión destinándose a las instituciones del occidente de Rutenia, la cultura indígena rutena pronto se vería bastante deteriorada. En la Rutenia polaca el lenguaje de los documentos de la administración empezó a cambiar al polaco. Hacia mediados del siglo XVI en estos documentos encontramos una mezcla peculiar del antiguo eslavo eclesiástico, con el idioma ruteno de los plebeyos y el polaco. Al incrementarse la influencia del polaco en la mezcla pronto esta resultara mayormente polaco impuesto en fonética rutena.
La Iglesia Católica Griega de Rito Oriental, creada originalmente para acoger a los nobles rutenos inicialmente ortodoxos, quedó como una institución sin utilidad, ya que los nobles se convertían directamente al catolicismo de rito latino en masa, de modo que esta iglesia no era más que una jerarquía sin feligreses. La Iglesia Católica Griega se utilizó entonces como una herramienta enfocada a separar al campesinado de sus raíces rutenas, aunque con poco éxito. Los plebeyos, privados de sus protectores nativos, buscaron la protección de los cosacos, quienes eran devotamente ortodoxos, que tendían con facilidad a volverse con violencia contra aquel al que percibieran como enemigo, particularmente el estado polaco y a aquellos que vieran como sus representantes, los polacos y en general los católicos, así como los judíos.
Después de varias revueltas cosacas, especialmente la Rebelión de Jmelnytsky, e invasiones extranjeras (como "el Diluvio"), la Mancomunidad, con cada vez menos poder y cayendo bajo el control de sus vecinos, empezó a declinar, un proceso que finalmente culminará con la eliminación del estado polaco a finales del siglo XVIII por los siguientes 123 años.
Mientras la Confederación de Varsovia de la Mancomunidad se considera ampliamente un ejemplo de tolerancia religiosa sin precedentes para su tiempo, las políticas opresivas de Polonia hacia sus súbditos pertenecientes a la Ortodoxia es a menudo citado como una de las principales razones responsables del fin del estado.
Durante todo el tiempo de existencia de la Mancomunidad, la polonización en las regiones occidentales de la misma se tradujo sólo en esfuerzos con pequeños grupos de colonos como los Bambrzy en la Gran Polonia.

### Particiones (1795-1918)
La polonización también se dio en momentos en los que el estado polaco no existía, a pesar de que los imperios que se repartieron Polonia aplicaron políticas en contra de las ganancias pasadas de la polonización o enfocadas a reemplazar la identidad polaca y erradicar el grupo nacional polaco.
La polonización tuvo lugar en los primeros años de la partición prusiana, donde, como reacción a la persecución del catolicismo durante el Kulturkampf, los católicos alemanes que vivían en áreas con una mayoría polaca se integraron voluntariamente en la sociedad polaca (se calcula que fueron unos 100 000 alemanes de las provincias orientales de Prusia).
Según algunos estudiosos, los mayores éxitos de polonización de las tierras no-polacas de la antigua Mancomunidad se consiguieron tras las particiones, en tiempos de persecución de la condición polaca (argumentado por León Wasilewski (1917), Mitrofan Dovnar-Zapolsky (1926). Paradójicamente, el sustancial movimiento hacia el este del territorio étnico polaco y el crecimiento de las regiones étnicas polacas, se dieron en el momento del más fuerte ataque de Rusia sobre todo lo polaco que hubiera en Lituania y Bielorrusia.
El perfil general de causas que se dan para esto incluye las actividades de la Iglesia católica y la influencia cultural que representaban en ese momento y sobre esas tierras las grandes ciudades como Vilna y Kovno, las actividades del distrito educacional de Vilna entre 1800 y la década de 1820, las actividades de la administración local, aún controlada por los polacos locales o nobleza polonizada antes del Levantamiento de Enero, escuelas secretas polacas desde la segunda mitad del siglo XIX a principios del XX (tajne komplety) y la influencia de las posesiones y fincas de tierra.
Tras el desmembramiento de la Mancomunidad de Polonia-Lituania a finales del siglo XVIII, las dinámicas de polonización continuaron en un primer momento en Lituania, Bielorrusia y las partes de dominación polaca de Ucrania, ya que las inicialmente políticas liberales del Imperio otorgaban a la élite polaca concesiones significativas en los asuntos locales. Dovnar-Zapolsky observa que la Polonización realmente se intensificó bajo el gobierno liberal de Alejandro I de Rusia, particularmente debido a los esfuerzos de los intelectuales polacos que se encargaban de la Universidad de Vilna, organizada en 1802-3 desde la Academia de Vilna (Schola Princeps Vilnensis), a la que se agrandó y se le dio el estatus de "Imperial" bajo el nuevo nombre de Universidad Imperial de Vilna (Imperatoria Universitas Vilnensis). Por orden del Emperador, el distrito educacional de Vilna supervisado Adam Czartoryski (amigo personal de Alejandro), se agrandó para incluir vastos territorios en el oeste del Imperio ruso llegando a Kiev en el sudeste y al territorio polaco, y se proveyó el desarrollo de la Universidad, sin rival en el distrito, que se convirtió en una prioridad para las autoridades imperiales que le otorgaron una libertad y autonomía significativa. Con el esfuerzo de los intelectuales polacos al servicio de los rectores de la Universidad, Hieronim Strojnowski, Jan Śniadecki y Szymon Malewski, así como Czartoryski que los supervisaba, la Universidad se convirtió en el centro del patriotismo y cultura polaca, siendo como era la única Universidad del distrito, el centro atrajo a la joven nobleza de todas las etnias de esta extensa región.
Con el tiempo, el tradicionalmente usado latín fue eliminado de la Universidad y hacia 1816, totalmente reemplazado por el polaco y el ruso. Este cambio afectó y reflejó un profundo cambio en el sistema de escuela secundaria lituano y bielorruso en las que el latín también se utilizaba tradicionalmente, ya que la Universidad de Vilna era la principal fuente de maestros para estas escuelas. Del mismo modo, la Universidad era responsable de la selección de los libros de texto, y solo se aprobaron para su impresión y uso los libros de texto polacos.
Dovnar-Zapolsky afirma que "las décadas de 1800 y 1810 fueron testimonio de una prosperidad sin precedentes de la cultura e idioma polacos en las tierras del antiguo Gran Ducado de Lituania y que "esta era ha visto la conclusión efectiva de la polonización de la pequeña nobleza, con una reducción significativa del área de uso del contemporáneo idioma bielorruso", explicando asimismo que la dinámica de polonización había sido complementada con los esfuerzos (encubiertos) antirrusos y antiortodoxos. La oposición lituana a este desarrollo fue acallada por varios medios, alguna vez incluso de forma violenta. Los resultados de estas tendencias se ven bien reflejados en los censos étnicos de territorios previamente no-polacos.
Las tendencias continuaron con la llegada de Napoleón en 1812. Los polacos continuaron ocupando los más importantes cargos del gobierno lituano de Vilna, y, tras la restauración del gobierno ruso, las políticas del gobierno central apenas cambiaron. Jan Śniadecki, que fue promovido en los tiempos de Napoleón al rango de Ministro de Educación y Cultos, salvó su rectorado gracias a la protección de Czartoryski. Como el plan de Alejandro de separar definitivamente a Lituania de Polonia mediante la restauración del Gran Ducado se hizo evidente, Sniadecki, respaldado por Czartoryski, que fingía ser leal al zar, hizo el esfuerzo en última instancia de polonizar a la joven generación de lituanos educándoles como polacos que se unirían a los rangos de la lucha por una Polonia independiente y homogénea.
A continuación del Levantamiento de Noviembre, dirigido a independizarse de Rusia, las políticas imperiales finalmente cambiaron considerablemente. La Universidad fue cerrada forzosamente en 1832 y los siguientes años se ven caracterizados por políticas que apuntan a la solución asimiladora de la "Cuestión polaca", tendencia que continuaría, fortalecida, tras el infructuoso levantamiento de Enero (1863).
En el siglo XIX, la casi sin rival tendencia a la polonización de los siglos anteriores, chocó frontalmente con la política de Rusificación antipolaca, con éxitos temporales para ambas facciones, ya que la polonización tiene sus puntos fuertes a mediados de la década de 1850 y en la de 1880, mientras que la rusificación se da con mayor vigor en la de 1830 y 1860. La polonización de los territorios del este y del oeste (particiones rusa y alemana, respectivamente) ocurrió en lugares donde la influencia en el gobierno de los polacos había disminuido constantemente. La partición de Polonia supuso una amenaza genuina a la continuidad de la cultura y el idioma polacos en esas regiones. Al centrarse la polonización en la cultura polaca, las políticas dirigidas a destruirla o debilitarla tuvieron un impacto significativo en debilitar la polonización de aquellas regiones. Esto es particularmente visible en la Polonia ocupada por Rusia, donde a la cultura polaca le fue peor, ya que la administración rusa gradualmente se fue haciendo antipolaca.
Después de un breve periodo relativamente liberal a principios del siglo XIX, donde a Polonia se le permitió retener alguna autonomía como el estado títere del Zarato de Polonia (dependiente del Imperio ruso), la situación de la cultura polaca fue empeorando continuamente.

### Segunda República Polaca (1918-1939)

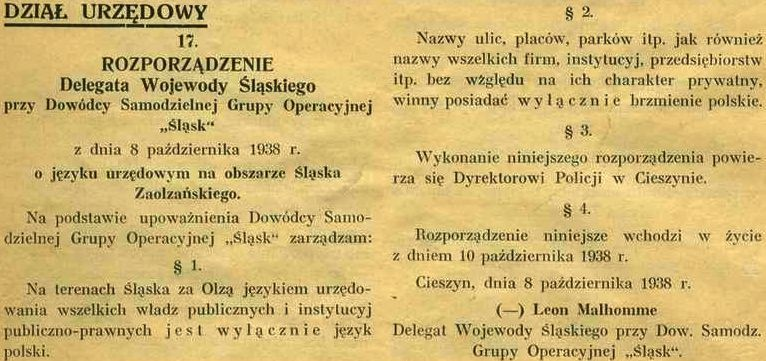
Decreto sobre el idioma oficial en el territorio anexado de Zaolzie (en la moderna República Checa) en 1938.

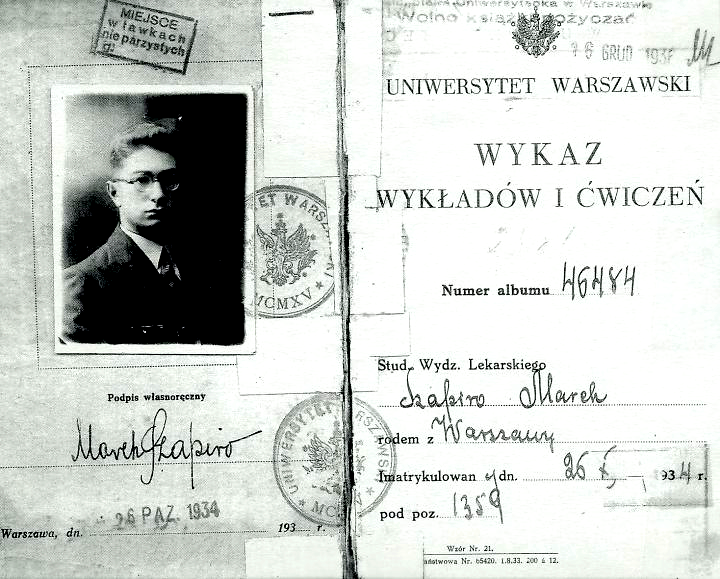
Identificación de un estudiante judío en Polonia con el sello de "Bancos judíos", una política introducida bajo el régimen de Piłsudski. Los Litvaks eran acusados de usar el ruso en las comunicaciones públicas.

En los tiempos de la Segunda República Polaca (1918-1939) la mayoría del territorio previamente polaco, que había tenido históricamente una mezcla de población rutena y polaca, tenían mayorías de población bielorrusa y ucraniana. Después del renacer del estado polaco después de la Primera Guerra Mundial, estas tierras volvieron a estar en disputa, aunque los polacos tuvieron éxito sobre la naciente República Nacional de Ucrania Occidental en la Guerra Polaco-Ucraniana de 1918-19. Así, con el nacimiento de Polonia, y su intento de eliminación del estado ucraniano en Galitzia y Volynia, seguido por su ofensiva en el oeste de Bielorrusia -que la RFSS de Rusia consiguió contener a duras penas, estos territorios acabaron en manos de Polonia. Aproximadamente un tercio de la población del nuevo estado no era católica, incluyendo un gran número de judíos rusos que habían inmigrado a Polonia siguiendo una ola de pogromos en Ucrania que continuaron hasta 1921. A los judíos se les dio a elegir por el Tratado de Riga entre los dos países y varios cientos de miles se unieron a la ya numerosa minoría judía de la Segunda República Polaca.
El trato a las minorías no-polacas se convirtió en un asunto de intenso debate entre los líderes polacos. En un mismo momento se enfrentaron dos teorías sobre la política que se debía acometer: una aproximación más tolerante y posiblemente menos asimilacionista que era abogada por Józef Piłsudski, cuyo proyecto de crear una federación Międzymorze con otros estados fallidos tras la Guerra Polaco-Soviética se enfrentó con la estrategia finalmente prevaledora abogada por Roman Dmowski (ministro de asuntos exteriores) y Stanisław Grabski (ministro de religión y educación). Dmowski y Grabski vio la solución del problema de las minorías en la imposición de los valores polacos (la lengua polaca y la iglesia católica) a las minorías para alcanzar la asimilación nacional que los haría polacos en la siguiente generación. Sin embargo, Józef Piłsudski, que aparte de ser jefe de Estado controlaba también el ejército, apoyaba una asimilación estatal antes que nacional como un medio más práctico.
Como la mayor parte del gobierno polaco estaba inicialmente controlado por Roman Dmowski, líder de la Democracia Nacional y fuerte propulsor de la polonización, se implementaron políticas basadas en sus puntos de vista. Dmowski dijo: Allá donde podamos multiplicar nuestras fuerzas y nuestros esfuerzos civilizadores, absorbiendo a otros elementos, no hay ley que nos pueda prohibir hacerlo, ya que actuar así es nuestro deber. La asimilación lingüística fue considerada por los demócratas nacionales como un factor principal para unificar el estado. Por ejemplo, Stanisław Grabski, ministro polaco para la religión y la educación pública en 1923 y entre 1925 y 1926, escribió que Polonia debe preservarse como un estado de gente polaca. Si fuera un estado de polacos, judíos, alemanes, rusinos, bielorrusos, lituanos, rusos, perdería otra vez su independencia; y que es imposible hacer una nación de aquéllas que no tienen 'autoidentificación nacional', que se llaman a sí mismos 'locales' (tutejszy). Grabski también dijo que el objetivo de las políticas polacas debería de ser la transformación de la Mancomunidad en un territorio étnico polaco. Algunos cargos negaban totalmente la existencia de las naciones ucraniana y bielorrusa.
Una ley promulgada en 1924 prohibía el uso de cualquier idioma excepto el polaco en los documentos gubernamentales y municipales. En el área de la educación pública se postuló que las escuelas estatales sólo podrían usar la lengua polaca. La población local podría tener escuelas privadas en el idioma local, pero solo en los territorios leales al estado polaco. Específicamente con respecto a las regiones orientales (conocidas como Kresy Wschodnie o "Tierras de frontera oriental") se reconoció que las escuelas pueden convertirse en un instrumento de desarrollo cultural en las tierras orientales sólo si trabajan en ellas profesores polacos. Esto resultó ser irrealizable y, en casos particulares, se propusieron escuelas bilingües ("escuelas utraquistas", szkoły utrakwistyczne), mientras que en realidad las escuelas funcionales eran en las que se usaba el polaco.
En cuanto a la política interna, el gobierno de Piłsudski marcó una necesitada estabilización y mejora de la situación de las minorías étnicas, que formaban casi un tercio de la población de la Segunda República. Piłsudski reemplazó la asimilación étnica demócrata nacional por una política de asimilación estatal: los ciudadanos eran juzgados por su lealtad al estado, no por su nacionalidad. Los años entre 1926 y 1935 fueron vistos favorablemente por muchos judíos polacos, cuya situación mejoró especialmente bajo el gabinete del delegado de Piłsudski Kazimierz Bartel. Sin embargo, una combinación de varias razones, desde la Gran Depresión, la necesidad de apoyo de los partidos a Pisłudski para la elección en el parlamento a la espiral de ataques terroristas de la Organización de Nacionalistas Ucranianos y las pacificaciones del gobierno forzaron que la situación continuara degenerando a pesar de los esfuerzos de Piłsudski.

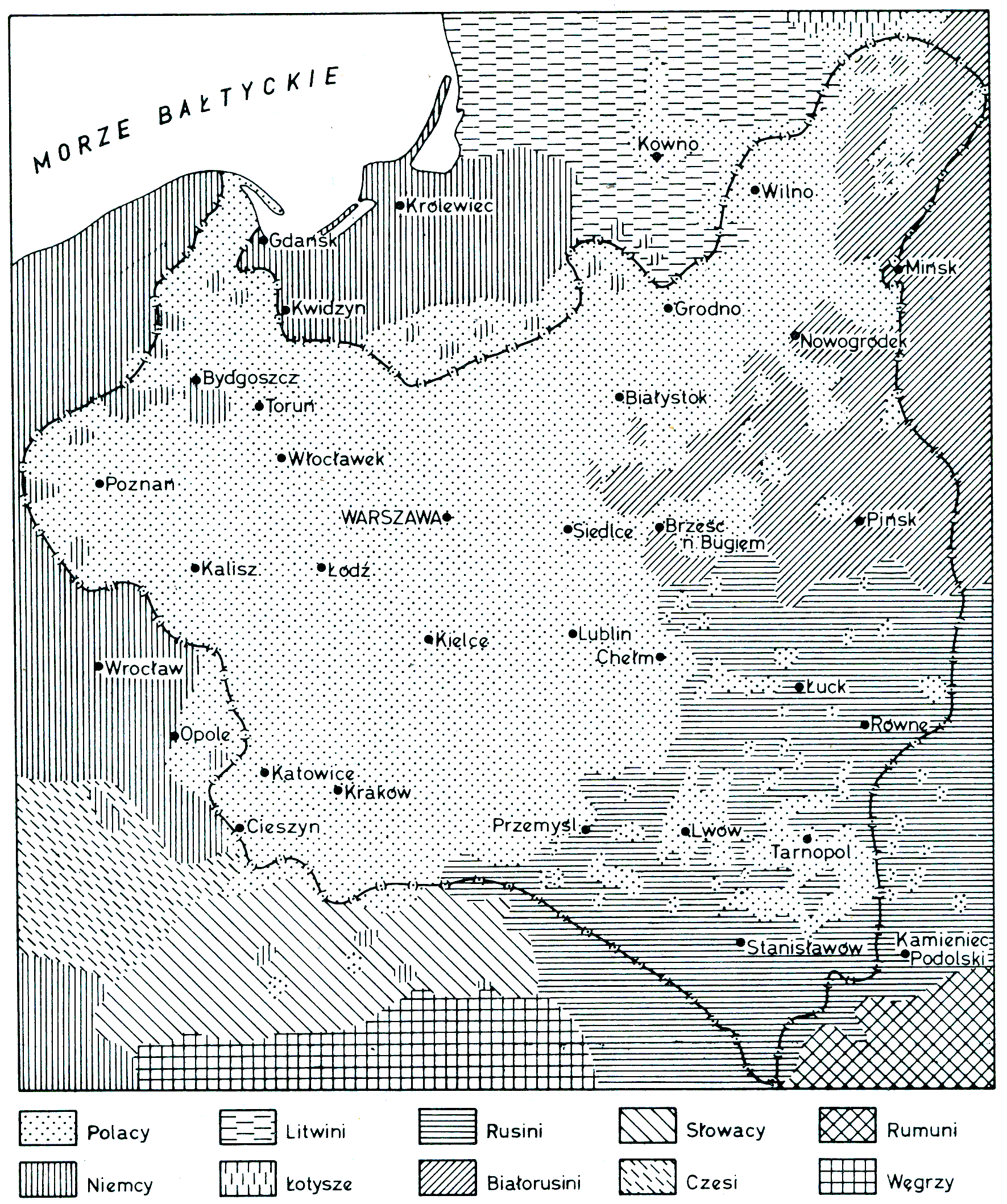
Nacionalidades en Polonia en 1931. Polacy - polacos, Litwini- lituanos, Rusini - rutenos (ucranianos), Niemcy - alemanes, Łotysze - letones Białorusini- bielorrusos, Słowacy - eslovacos, Rumuni - rumanos, Czesi - checos, Węgrzy - húngaros.

La polonización de la economía avanzó con el estadismo polaco. La falta de capital privado en el país tras la Primera Guerra Mundial, suplida con intervenciones estatales en sectores de importancia política tras la Gran Depresión, expandieron crecientemente el sector económico gubernamental. Desde 1931 en adelante, el sector industrial estatal creció más rápidamente que el sector privado, aunque la minoría judía estaba excluida de este sector de la economía. Incluso enfrentándose a la aguda falta de ingenieros, las autoridades responsables prefirieron dejar posiciones vacantes que ocuparlas con expertos judíos. Los judíos también fueron excluidos de las administraciones locales. En Lublin, donde los judíos constituían el 40 % de la población, sólo el 2,6 % de los trabajadores municipales lo eran, en Varsovia, el 16 % de los polacos, pero solo el 0,8 % de los judíos trabajaban para el estado o para el sector público. Los esfuerzos para polonizar la economía también afectaron a los judíos empleados en el sector privado. Grupos de demócratas nacionales como la Liga de la Banda Verde (Liga Zielonej Wstążki). La iglesia católica y el gobierno polaco condonaron esta polonización de la economía después de que los demócratas nacionales consiguieran el control del gobierno en 1937.
De todos modos, la polonización también creó una nueva clase educada entre las minorías no polacas, una clase de intelectuales conscientes de la importancia de la escolaridad, la prensa, la literatura y el teatro, que serían instrumentos del desarrollo de sus propias identidades étnicas.
Algunos estudiosos enfatizan la importancia de las políticas de polonización del gobierno de entreguerras para la preservación del estado polaco a largo término.

#### Polonización enUcraniaoccidental

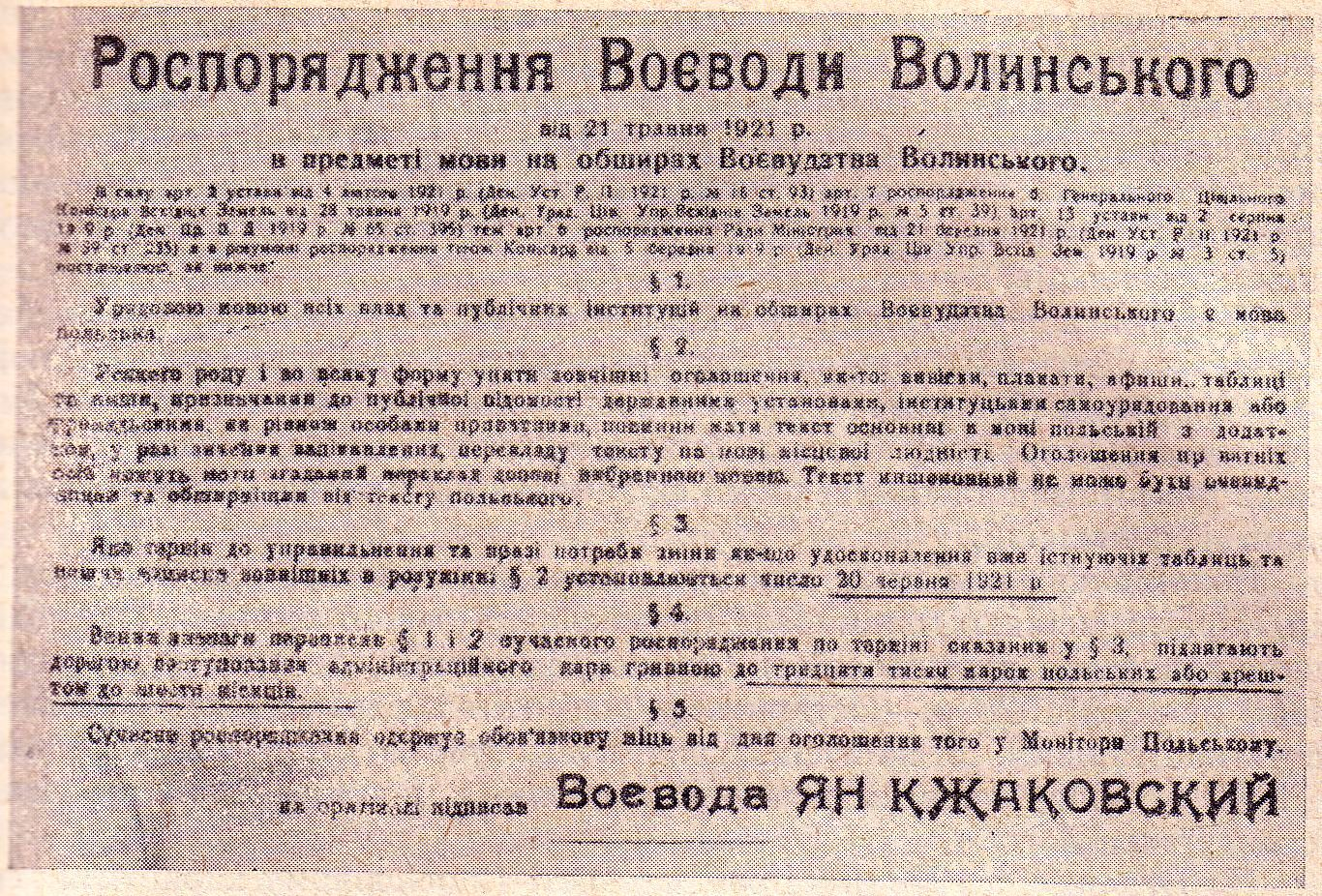
Decreto de voivoda de Wołyń Jan Krzakowski Sobre el lenguaje en el voivodato de Wołyń, que nombra el idioma polaco como el único lenguaje del estado en el territorio de Volinia (actualmente en Ucrania) en 1921.

Cuando los territorios de Bielorrusia Occidental, el Margen derecho de Ucrania y el Voivodato de Vilna fueron incorporados a Polonia después del Tratado de Riga, Polonia rechazó sus obligaciones internacionales de darle autonomía a Galitzia,[cita requerida] que nunca había tenido intenciones de cumplir.
Los territorios de Galitzia y Volinia tenían problemáticas diferentes, diferentes historias recientes y diferentes religiones dominantes. Hasta la Primera Guerra Mundial, Galitzia, con su población ucraniana greco católica, estaba controlada por el Imperio austrohúngaro cuyas políticas locales eran relativamente proucranianas (rutenas) en un intento de cimentar el control austriaco sobre el territorio e impedir las tendencias políticas de la población que se acercaba hacia el resto de ucranianos controlados por el Imperio ruso. Estas políticas resultaron en una percepción nacional mucho más fuerte entre los ucranianos de Galitzia. Por otro lado, los ucranianos de Volinia, anteriormente parte del Imperio Ruso, eran principalmente ortodoxos y estaban influidas por tendencias rusófilas. Por lo tanto, mientras que la Iglesia greco católica ucraniana, con sus funciones en comunión con el catolicismo de rito latino, esperaban recibir un mejor tratamiento en Polonia, donde los líderes veían el catolicismo como una de las principales herramientas para unificar la nación, los polacos veían a los creyentes de esta iglesia como incluso menos de confianza que los ortodoxos de Volinia, así que los vieron como buenos candidatos para la asimilación política. Por esta razón la política polaca en Ucrania inicialmente fue dirigida a mantener a los ucranianos greco católicos fuera de la influencia de los ortodoxos de Volinia.
Debido a la historia de la región la Iglesia greco católica ucraniana tenía un fuerte carácter nacional, y las autoridades polacos buscaron debilitarla de varias maneras. En 1924, tras una visita con a los creyentes católicos ucranianos en Norteamérica y Europa Occidental, al líder de la iglesia le denegaron el permiso para volver a Lviv durante bastante tiempo. Los sacerdotes polacos, dirigidos por sus obispos empezaron a llevar a cabo misiones en la región de rito oriental, imponiendo restricciones administrativas sobre la Iglesia greco católica ucraniana.
Respecto a la población ortodoxa ucraniana en Polonia oriental, el gobierno polaco inicialmente promulgó un decreto defendiendo los derechos de las minorías ortodoxas. En la práctica, a menudo no se protegían, ya que los católicos, deseosos de fortalecer su posición, tenían representación oficial en el Sejm y las cortes. Cualquier acusación era suficientemente fuerte para que una iglesia particular fuera confiscada y entregada a la Iglesia católica. El objetivo de las llamadas dos campañas de reivindicación era privar a los ortodoxos de aquellas iglesias que habían sido greco católicas antes de que la ortodoxia fuera impuesta por el gobierno zarista ruso. 190 iglesias ortodoxas fueron destruidas (algunas de ellas fueron luego abandonadas y 150 más fueron transformadas por la fuerza en iglesias católicas (no greco católicas). Estas acciones fueron condenadas por la cabeza de la Iglesia greco católica ucraniana, el metropolitano Andréi Sheptyski, que declaró que estos actos destruirían en las almas de los hermanos no-unidos ortodoxos el pensamiento de una posible reunión."
La reforma de la posesión de la tierra diseñada para favorecer a los polacos en Volinia (de mayoría ucraniana), el territorio agrícola donde la cuestión de la tierra era especialmente severa, trajo consigo la alienación del estado polaco o incluso de la población ortodoxa volinia que tendía a ser mucho menos radical que los habitantes de Galitzia greco católicos.
La actitud de los ucranianos de aquel tiempo se muestra en las afirmaciones del historiados ucraniano Myjailo Hrushevsky, que resaltan la influencia negativa de las políticas polacas en la cultura ucraniana: los cuatro siglos de dominio polaco han causado efectos particularmente destructivos (...) el atraso económico y cultural en Galitzia fue el principal legado de la Polonia histórica, que asiduamente atacó a todo lo que se pudiera considerar lo mejor de la nación, dejándola en un estado de opresión y desvalida.

#### Polonización enLituania

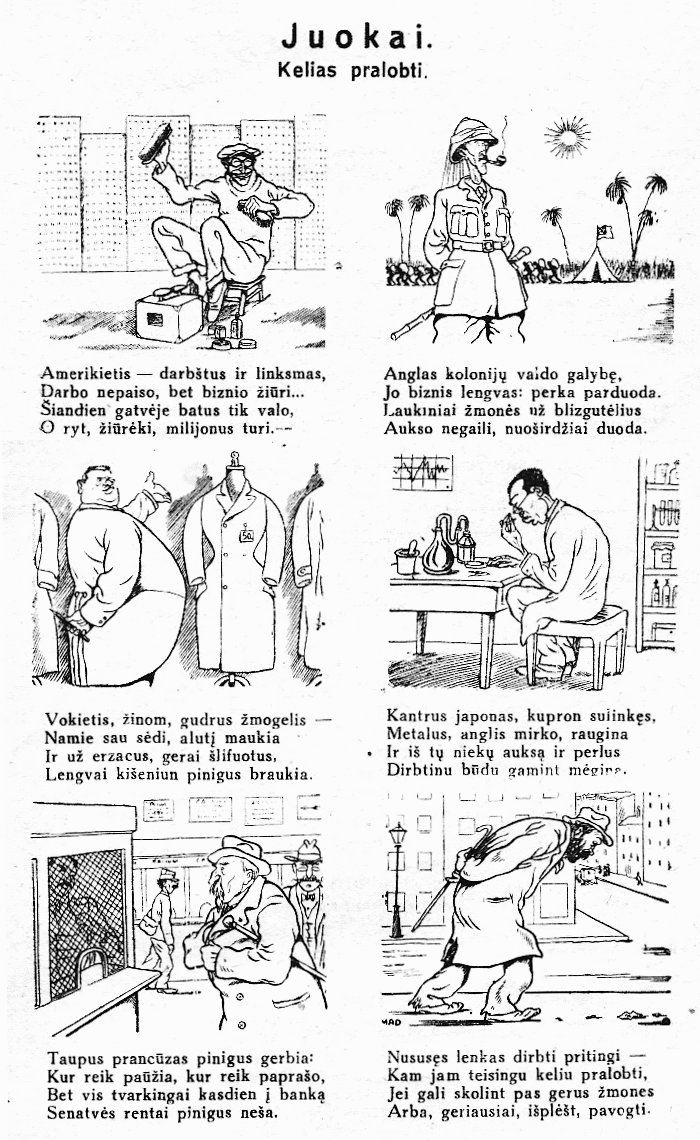
En Lituania, durante el periodo de entreguerras se publicaron dibujos antipolacos...

La situación de los lituanos también empeoraba. Durante el período de entreguerras del siglo XX (1920-1939) las relaciones polaco-lituanas se caracterizaron por la mutua enemistad. Empezando con el conflicto por la ciudad de Vilna y la Guerra polaco-lituana poco después de la Primera Guerra Mundial, ambos gobiernos -en la época el nacionalismo crecía en Europa- trataban duramente a sus respectivas minorías. A principios de 1920, tras el motín de Lucjan Żeligowski (véase República de Lituania Central), las actividades culturales lituanas en territorios controlados por Polonia fueron limitadas, se cerraron periódicos y se arrestaron a sus editores. Uno de ellos, Mykolas Biržiška, fue acusado de traición al estado y sentenciado a pena de muerte, de la que se salvó solo por la intervención directa de la Sociedad de Naciones. Fue uno de los 32 activistas culturales lituanos y bielorrusos expulsados de Vilna el 20 de septiembre de 1922 y entregados al ejército lituano. En 1927, con la escalada de tensiones entre Lituania y Polonia, alrededor de 48 escuelas lituanas fueron cerradas y se deportaron a otros once activistas lituanos. A la muerte de Józef Piłsudski en 1935, la minoría lituana en Polonia volvió a ser objeto de las políticas de polonización, más intensivamente esta vez. Se cerraron 266 escuelas lituanas desde 1936 y casi todas las organizaciones fueron prohibidas. Se animó a que los veteranos del ejército polaco se asentaran en regiones en disputa. Alrededor de 400 salones de lectura y bibliotecas lituanas fueron cerradas en Polonia entre 1936 y 1938. La polonización de los lituanos se redujo con políticas del gobierno más relajadas sólo después de que Lituania restableciera relaciones diplomáticas con Polonia en 1938.
No había una escuela bielorrusa en la primavera de 1939, y sólo 44 escuelas que enseñaran esa lengua existían en el momento de inicio de la Segunda Guerra Mundial.

### Después de laSegunda Guerra Mundial

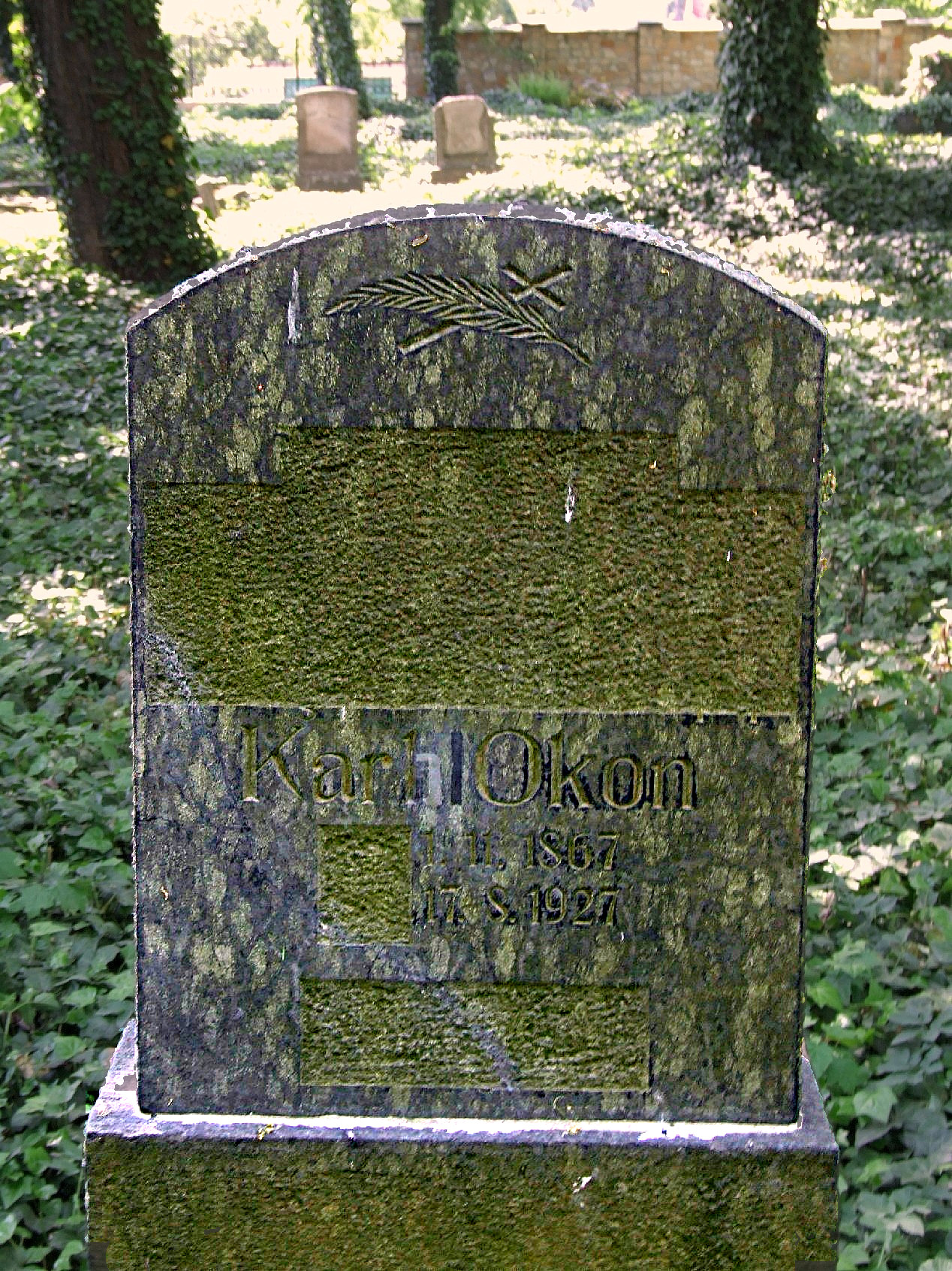
Lápida con inscripciones borradas en alemán en Gliwice (Polonia meridional). También es visible el cambio del nombre Karl al polaco Karol.

A los alemanes étnicos que todavía vivían en los territorios occidentales obtenidos por Polonia (determinados por Stalin en la conferencia de Teherán tras la Segunda Guerra Mundial -por ejemplo Silesia) se les denegó el uso de su lengua en público y tuvieron que adoptar el idioma y ciudadanía polacos para evitar la discriminación, la expropiación y el insulto. Unos 180 000 fueron enviados a campos de trabajo forzado como Tost, Potulice o Lamsdorf. Su situación mejoró en 1950 con el Tratado de Zgorzelec entre Polonia y la República Democrática Alemana. La República Federal Alemana no reconoció este acuerdo. Hasta 1953 había 55 escuelas básicas alemanas y dos institutos alemanes en Polonia. Los alemanes disfrutan de un estatus formalmente reconocido de minoría étnica en la Polonia moderna.
Durante la Operación Vístula en 1947, las poblaciones rusino y ucranianas fueron deportadas de sus territorios históricos en el sudeste de Polonia a las áreas septentrionales de los territorios recuperados otorgados por los aliados a Polonia tras los acuerdos del fin de la Segunda Guerra Mundial. Según la orden dada por el Ministerio de Territorios Recuperados, el objetivo de la recolocación de los colonos "W" es su asimilación en un nuevo medio polaco, se deben aplicar todos nuestros esfuerzos para alcanzar estos objetivos. No aplicar el término "ucranianos" a los colonos. En los casos en los que la intelligentsia alcance los territorios recuperados, deben por todos los medios ser asentados separadamente y lejos de las comunidades de los colonos "W".

## Controversia sobre la etnia de algunas figuras notables
Como consecuencias del proceso de polonización cultural, se dieron disputas sobre la etnicidad de algunas personas notables como Tadeusz Kościuszko, Adam Mickiewicz e Ignacy Domeyko, quienes son celebrados como próceres nacionales tanto por los polacos, como por los bielorrusos y lituanos.

## Para saber más
- Subtelny, Orest (1988). Ukraine: A History. Toronto: University of Toronto Press. ISBN 0-8020-5808-6.
- Snyder, Timothy (2004). The reconstruction of nations: Poland, Ukraine, Lithuania, Belarus, 1569-1999. Yale University Press. ISBN 0-3001-0586-X.
- Davies, Norman (2005). God's Playground: A History of Poland, Vol. 1: The Origins to 1795. Columbia University Press. ISBN 0-2311-2817-7.

- Datos: Q639715
- Multimedia: Polonization / Q639715